# أسانوما إنيجيرو
أسانوما إنجيرو (باليابانية: 浅沼稲次郎؛ بالكانا: あさぬま いねじろう) باليابانية 浅沼稲次郎) من مواليد 27 ديسمبر 1898 ، وقتل في 12 أكتوبر سنة 1960 ، سياسي ياباني وخطيب مفوه ورئيس سابق للحزب الاشتراكي الياباني توفيت والدته أثناء ولادته وتوفي والده بالسرطان بعد ذلك، أغتيل طعنًا أثناء إلقاء خطاب تليفزيوني ضمن الحملة الانتخابية للبرلمان، على يد أوتويا ياماغوتشي وهو يميني متطرف لم يتجاوز الـ17 من عمره، عامت اليابان مظاهرات احتجاجية بعد الاغتيال اشتهر بمهاجمة الولايات المتحدة الأمريكية والعالم الغربي في خطاباته.